# Turdus philomelos

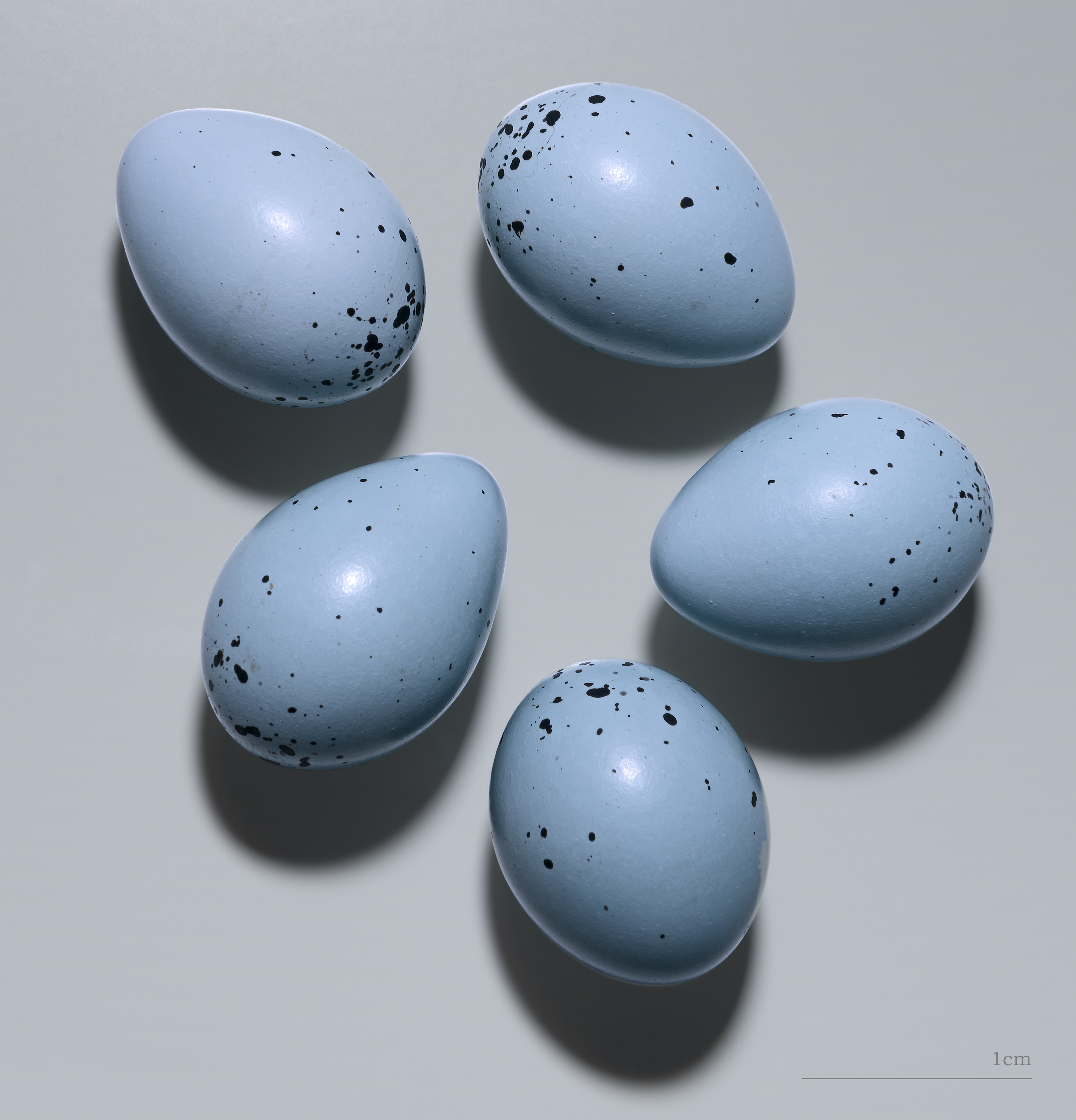
Turdus philomelos

Il tordo bottaccio (Turdus philomelos C.L.Brehm, 1831) è un uccello della famiglia dei Turdidi.

## Descrizione
Molto diffuso, ha taglia medio-piccola e forma ben bilanciata. L’adulto ha il dorso bruno-marrone e il ventre bianco-crema picchiettato di nero, con il sottoala tendente al fulvo giallo. È celebrato da poeti e scrittori per il suo canto nuziale, particolarmente melodioso (donde il nome). È monogamo, molto territoriale durante il periodo della nidificazione. Fedele ai quartieri di svernamento e di nidificazione, migra di notte, a quote relativamente elevate, emettendo uno zip caratteristico. Insettivoro-frugivoro, ha una dieta che varia a seconda del periodo. La stagione riproduttiva inizia in marzo nell’Europa occidentale ed il mese seguente nell’Europa centrale e orientale. Nidifica in una grande varietà di contesti ambientali, caratterizzati dalla presenza di alberi d’alto fusto ricchi di sottobosco e di cespugli, dai boschi misti di latifoglie alle foreste di conifere, dai parchi cittadini ai frutteti. La deposizione delle uova avviene da fine giugno a fine agosto. Il nido è costruito dalla femmina che, nell’anno, compie due, talvolta tre covate. In autunno-inverno frequenta vigneti, frutteti, oliveti e la macchia mediterranea. È un migratore parziale, a seconda dell’area di origine e/o della sottospecie - T. p. clarkei e hebridensis mostrano un comportamento perlopiù sedentario; le popolazioni compiono migrazioni più o meno lunghe, arrivando a percorrere fino a 5.000 chilometri. Le coppie migratrici svernano nel bacino del Mediterraneo, in settembre–ottobre. I movimenti di ritorno si svolgono da gennaio sino ad aprile-maggio. In Italia, la specie è presente dai primi di ottobre sino a tutto marzo. Come nidificante, è ampiamente diffuso su tutti i rilievi dell’Italia settentrionale, alpini e prealpini, e sull’Appennino centro-settentrionale. Sverna soprattutto nelle regioni centrali e meridionali. La specie è classificata nella categoria Rischio minimo della Lista Rossa IUCN delle specie minacciate.
Tordo di taglia medio-piccola, si può confondere con la tordela, leggermente più grande, e con il tordo sassello, della medesima taglia. Ha peso variabile secondo le stagioni (75-107g in primavera e 50-83g in occasione della migrazione autunnale). I sessi non sono distinguibili. Il maschio della sottospecie nominata raggiunge una lunghezza totale di 23 cm e un’apertura alare di 33-36 cm; dorsalmente è caratterizzato da tonalità brune, screziate di olivastro su groppone e sopra-coda, mentre ventralmente è di colore bianco-crema con vistose macchiettature nerastre sul petto e sui fianchi. Sui fianchi compare anche una tinta cannella, che diventa più intensa nel sotto-ala, l’addome tende al bianco-crema. Coda e ali hanno una tonalità più calda rispetto al marrone del dorso; sull’ala si notano le punte delle penne copritrici color camoscio. L’iride varia dal marrone al nocciola scuro. Il becco è marrone nerastro, con la base della mandibola inferiore gialla o giallo-carnicino; zampe e piedi sono di color rosa-carnicino pallido.

## Biologia
In cattività, il suo ciclo vitale può superare i 17 anni. È un uccello discreto e furtivo, pauroso, non facile da osservare, perché fugge al minimo allarme. È molto territoriale durante il periodo della nidificazione, non è gregario come la cesena ed il tordo sassello e conduce vita solitaria o in coppia. Tuttavia, durante la migrazione, forma gruppi fino ad alcune decine di individui e, spesso, cerca il cibo nei prati insieme ai suoi congeneri. Sul terreno, alterna corse brevi a salti e pause, durante le quali assume un atteggiamento vigile; quando è in allarme muove a scatti ali e coda e, in caso di pericolo, si rifugia in volo nel bosco dove può rimanere a lungo immobile in attesa del ritorno alla calma. Possiede un volo poco ondulato e veloce, con brevi intervalli ad ali chiuse, di solito basso tra la folta vegetazione. Migrante parziale, migra di notte, a quote relativamente elevate emettendo uno zip caratteristico. Ha ali lunghe, che gli consentono di percorrere lunghe distanze con battiti veloci e potenti.

### Alimentazione
Il tordo bottaccio è un insettivoro-frugivoro, la cui dieta varia a seconda della stagione: nelle aree di nidificazione si ciba di invertebrati quali insetti, larve, anellidi, molluschi, crostacei e ragni e piccole lucertole, ma consuma anche bacche e semi. Nei terreni di svernamento, la sua dieta comprende bacche e frutta come agrifoglio, edera, fragole, ginepri, lamponi, more, ribes, sambuco, sorbo, vischio, ciliegie, mele, pere, olive e uva. Si ciba di lumache soprattutto quando il suolo, indurito dalla siccità o dal gelo, non permette la ricerca di vermi o altri invertebrati, spesso insidiato dai merli che, pare, non sono capaci di rompere i gusci. Di particolare interesse, è la tecnica che utilizza per mangiare le parti molli delle chiocciole: trattiene il guscio con il becco e, effettuando movimenti rapidi di testa e collo, lo percuote ripetutamente su un sasso fino a romperlo, quindi pulisce accuratamente il corpo del mollusco, prima di mangiarlo. Queste operazioni sembrano innate, come dimostrano alcune osservazioni di giovani intenti a sbattere le ciliegie sul terreno prima di ingerirle. In cattività è nutrito con farina di mais, larve di tenebrioni, fichi secchi, frutta, pane e latte, mangimi pellettati e pastoni a base di insetti.

### Riproduzione
Il tordo bottaccio è monogamo, sessualmente maturo ad un anno di età. La stagione riproduttiva inizia in marzo nell’Europa occidentale e il mese seguente nell’Europa centrale e orientale; la deposizione delle uova avviene da fine giugno a fine agosto. La parata nuziale ha luogo a terra: il maschio gonfia le piume del petto e del groppone, spiega la coda contro il suolo, getta la testa all’indietro aprendo il becco e corre verso la compagna lasciando pendere le ali. Il nido è costruito dalla femmina, talvolta con la collaborazione del maschio, generalmente su alberi, arbusti e piante rampicanti (ad esempio, l’edera) fino a 2,5 metri di altezza. È a forma di coppa, formato con ramoscelli e paglia, rivestito di muschio, foglie ed erba e consolidato con fango, che l’uccello liscia col petto. Le uova (da tre a cinque), di colore turchese intenso e leggermente picchiettate di viola o marrone scuro, sono incubate dalla femmina durante 10-17 giorni. I pulcini vengono alimentati da entrambi i genitori per circa quattro settimane, per quanto alla seconda settimana di vita abbandonino il nido. Nell’anno, la femmina compie due, talvolta tre covate (spesso nello stesso nido) nelle regioni più meridionali dell’areale riproduttivo.

### Voce
Il canto nuziale, particolarmente melodioso, è composto da numerosi gruppi di frasi che vengono intrecciate e modificate su basi precise e risentono anche di variazioni locali e dialettali, ciascuna generalmente ripetuta due-tre volte e ciascuna composta da diverse note riccamente modulate, che variano in altezza, enfasi e lunghezza (per lo più tutte molto brevi), ad esempio quitquitquitquit… quitquitquitquit… dudulidlít dudulidlít… codídio… codídido… filip filip filip filip… terrrrt terrrrt terrrrt… pichipíchi pichipíchi. Specialmente durante la migrazione, emette un verso, detto zirlo (nella femmina è di una nota sola mentre nel maschio è di due note, per cui si dice che il maschio "doppia"), che suona come uno tsic o uno zilip metallici. I richiami consistono in uno tsipp in volo o un siih alto e acuto quale avvertimento della presenza di un predatore aereo, uno stuk-stuk-stuk ripetuto e chiacchiericcio tikikikikikik di allarme o di irritazione nella stagione riproduttiva. I soggetti giovano emettono un caratteristico tschiptschiptschip per richiedere il cibo. Questa specie ha un forte potere imitativo.

## Distribuzione, migrazioni e habitat

### Distribuzione
Comprende tre sottospecie. T. p. clarkei e hebridensis mostrano un comportamento perlopiù sedentario; la prima occupa le Isole Britanniche, l’Irlanda, la Francia nord-occidentale, il Belgio e i Paesi Bassi occidentali e centrali, mentre la seconda è originaria soprattutto delle Ebridi Esterne e dell’isola di Skye. Il resto dell’Europa continentale è occupato dalle popolazioni della sottospecie nominale, con limiti meridionali in Spagna, Italia e Grecia settentrionale. Ad est, l’areale prosegue in Bulgaria e interessa in modo discontinuo le coste del Mar Nero. Oltre il Paleartico occidentale, i quartieri riproduttivi si estendono dagli Urali fino al Lago Bajkal e all’Iran. I confini meridionali dell’areale di svernamento interessano il Nord Africa (soprattutto il Maghreb), la Sicilia, la Grecia, la Turchia e si spingono ad est, fino all’Arabia Saudita sud-occidentale. La sottospecie nominale è stata introdotta in Australia e Nuova Zelanda (dove causa importanti danni nei frutteti) nella seconda metà del XIX secolo ed oggi è diffusa anche su molte isole circostanti. Il tordo bottaccio è comune nella maggior parte dell’Europa, ma risulta meno numeroso nelle zone più settentrionali e meridionali dell’areale riproduttivo.La popolazione nidificante è stimata in 20-36 milioni di coppie distribuite prevalentemente in Russia (6-10 milioni), nei Paesi scandinavi (3,1-5,4 milioni), in Francia (0,6-3 milioni), Germania (1,2-2,5 milioni) e Regno Unito (1.144.000). In alcuni Stati dell’est europeo (Lituania, Romania e Ucraina) la popolazione riproduttiva supera il milione di coppie. I risultati ottenuti attraverso il “Pan-European Common Bird Monitoring Scheme” indicano un calo della popolazione europea avvenuto tra il 1980 e il 2007; ciononostante, dal 1990 al 2007 si è verificata una ripresa.

### Migrazioni
A seconda dell’area di origine e/o della sottospecie, le popolazioni possono compiere una migrazione più o meno lunga oppure essere sedentarie. Percorre mediamente 1.000 chilometri, ma può arrivare a percorrerne fino a 5.000. Le coppie migratrici svernano in settembre – ottobre nella Penisola Iberica, in Italia, nella Penisola Balcanica, a Cipro, nelle isole Canarie, nel Nord Africa. I movimenti di ritorno si svolgono da gennaio sino a metà aprile. I quartieri di nidificazione vengono rioccupati non appena le condizioni climatiche migliorano e il terreno diventa libero dal ghiaccio. Generalmente, in Europa settentrionale, Scandinavia, Finlandia, Russia settentrionale e Siberia, l’occupazione dei territori riproduttivi avviene da marzo a maggio. A differenza del tordo sassello e della cesena, il tordo bottaccio mostra una forte fedeltà ai quartieri di svernamento e di nidificazione.

### Habitat
Durante il periodo riproduttivo, predilige gli habitat forestali della fascia temperata, pur frequentando anche ambienti boreali. Tollera i climi freddi, umidi e ventosi, purché non vi sia uno strato nevoso o ghiacciato permanente sul terreno; d’altra parte evita i climi molto caldi o aridi. Nidifica in una grande varietà di contesti ambientali caratterizzati dalla presenza di alberi d’alto fusto ricchi di sottobosco e di cespugli, dai boschi misti di latifoglie alle foreste di conifere, dai parchi cittadini ai frutteti. Le maggiori densità si riscontrano in contesti forestali freschi e ombrosi, caratterizzati dalla presenza di tagliate e radure, su suoli umidi, ricchi di lettiera, dove è notevole la diversità specifica di invertebrati. In autunno-inverno frequenta vigneti, frutteti, oliveti, macchia mediterranea, parchi e giardini. Raggiunge il limite della vegetazione arborea negli orizzonti montani più elevati (in Svizzera sino a 2.200 metri) e alle latitudini più settentrionali.

## Predatori e parassiti
Il tordo bottaccio è predato dallo sparviero e dalla civetta; inoltre, i corvidi e il gatto si cibano delle sue uova e dei pulcini. In Nuova Zelanda, questo tordo (introdotto), è parassitato dal cuculo codalunga e dal cuculo (Cuculus canorus).

## Status e conservazione
La popolazione mondiale è tentativamente stimata in 75.000.000 - 118.000.000 individui, dei quali 48.800.000 – 76.800.000 individui maturi rappresenterebbero la popolazione europea, in aumento dal 1980. Secondo uno studio del 2004, il numero di coppie in Europa si situa tra 12 e 25 milioni in 36 paesi. In Francia, tra 400.000 e 2 milioni di coppie; in Spagna, tra 200.00 e 400.000; in Grecia, tra 2.000 to 5.000; in Portogallo, tra 0,2 e 2,0 milioni. La popolazione più numerosa sarebbe in Germania con 1,7 a 5,0 milioni di coppie, seguita dal Regno Unito con 1,1 milioni di coppie. Dei 36 paesi coperti dallo studio citato, la specie sarebbe stabile o in aumento in 29 di essi. La popolazione di questa specie ha consistenza e diffusione estremamente ampie e non mostra segni di flessione, sembra anzi essere in aumento. Le tendenze attuali consentono di classificare le specie nella categoria Rischio minimo della Lista Rossa IUCN delle specie minacciate.
La specie è stata oggetto di caccia per molti decenni nel Mediterraneo, ma non ci sono prove evidenti che ciò abbia causato un suo declino. Il più importante fattore di rischio è rappresentato dalla trasformazione degli habitat (siepi, boschetti, pascoli, ecc.) nelle zone di nidificazione. Anche i pesticidi e i predatori possono costituire una grave minaccia.

## Posizione nell’ecosistema
Turdus philomelos  è tra i principali veicoli per la disseminazione di numerosissime specie (Oleaceae, Mirtacee, Lauracee, Cupressacee, ecc.). In Nuova Zelanda, per contro, il tordo bottaccio ha un ruolo negativo nella diffusione delle specie infestanti. 
In una prospettiva di lungo termine, considerato il cambiamento climatico che sta determinando la ridistribuzione della vita sulla Terra, il tordo bottaccio è tra i migratori con il maggior potenziale di dispersione delle piante europee verso latitudini più fredde.

## Rapporti con l'uomo
Il canto del tordo bottaccio è celebrato da poeti e scrittori tra quali Robert Browning (in Home Thoughts, from Abroad), Thomas Hardy (Darkling Thrush), Ted Hughes (in Thrushes), Edward Thomas (The Thrush), William Wordsworth (The Tables Turned) e Giovanni Pascoli (Digitale purpurea). 
Molti paesi hanno emesso francobolli con l’immagine del tordo bottaccio: Belgio, Cecoslovacchia, Cipro, Costa Rica, Grenada, Jersey, Regno Unito di Gran Bretagna e Irlanda del Nord, Repubblica Socialista Federale di Jugoslavia, Russia, Saint Vincent e Grenadine. In Turchia è in circolazione una moneta in alluminio del 2020 che riporta l’effigie del tordo bottaccio.

## In Italia
I contingenti che transitano e svernano in Italia provengono da un vasto bacino geografico, che si estende dalla Francia centro-orientale alla Russia centrale e dalla Finlandia alla Penisola Balcanica. La specie è presente dai primi di ottobre sino a tutto marzo. Comune ovunque come migratore, sverna nelle aree in cui non nevica o dove la neve è poco persistente. Come nidificante, è ampiamente diffuso su tutti i rilievi alpini e prealpini dell’Italia settentrionale, e sull’Appennino centro-settentrionale, dai 150 ai 2.000 metri di quota, dove predilige i boschi freschi, giovani e folti, ricchi di sottobosco. Occasionalmente, si spinge anche in prossimità del mare (nei versanti a nord del promontorio di Portofino e nelle cerrete del Gargano, in continuità con le faggete) e nelle pinete costiere più fresche (Pineta di San Vitale). Sverna soprattutto nelle regioni centrali e meridionali, in ambienti collinari e planiziari, al di sotto dei 600 metri. Al nord, compare regolarmente, ma con basse densità, in Pianura Padana, mentre viene segnalato occasionalmente nel settore alpino.
Le maggiori concentrazioni si osservano lungo la costa tirrenica, dalla Liguria alla Campania, in Sardegna e in alcune regioni meridionali (soprattutto Puglia e Sicilia). La Lombardia è interessata solo dal transito dei migratori autunnali, mentre Toscana, Sardegna e Liguria sono importanti anche come aree di svernamento e di passaggio pre-nuziale. La Sardegna acquista importanza soprattutto nella seconda parte dell’inverno, quando viene raggiunta dai soggetti provenienti dal Nord Africa e in movimento verso nord.
Il numero di individui maturi è stimato in 400.000 - 600.000 ed è risultato in incremento nel periodo 2000-2010 (LIPU & Rete Rurale Nazionale 2011, www.mito2000.it). Pertanto, la popolazione italiana non raggiunge le condizioni per essere classificata entro una delle categorie di minaccia e viene classificata a Minore Preoccupazione.

## Sistematica
Le quattro sottospecie riconosciute sono le seguenti:
- T. p. philomelos Brehm C.L. (1831) - Europa (eccetto la occidentale), Turchia occidentale, Caucaso e Iran settentrionale.
- T. p. hebridensis Clarke W.E. (1913) - Ebridi esterne, Isola di Skye, Scozia occidentale e Irlanda occidentale.
- T. p. clarkei Hartert (1909)                - Europa occidentale.
- T. p. nataliae (Buturlin, 1929)         - Siberia centrale e occidentale.